# ألتشيفسك
ألتشيفسك (Алчевськ) هي مدينة في محافظة لوهانسك في أوكرانيا.

## توأمة
لألتشيفسك اتفاقيات توأمة مع:
- دابروفا غورنيزا